# Shatuo

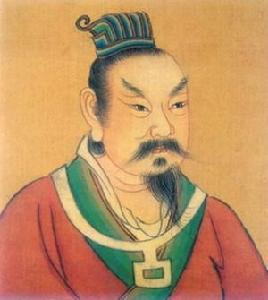
L'imperatore Taizu dei Liang posteriori, la prima dinastia imperiale cinese di etnia shatuo.

Gli Shatuo (沙陀T, shātuóP o 沙陀突厥T, shātuó tūjuéP, noti anche come Shato, Sha-t'o, sanscrito Sart) furono una tribù turca che influenzò notevolmente la politica cinese settentrionale dal IX fino a tutto il X secolo. Sono celebri per aver fondato tre delle cinque dinastie e uno dei regni durante il periodo delle Cinque Dinastie e dei Dieci Regni.

## Origini
Le tribù shatuo discendevano dalle tribù cighile, appartenenti a un gruppo di sei tribù chu note collettivamente come Yueban.
Lo stato di Yueban sopravvisse fino alla fine degli anni 480, finché la sua indipendenza fu distrutta dai Teleuti. Dopo la caduta del loro stato gli Yuebani formarono quattro tribù: Chuyue, Chumi, Chumuhun e Chuban. Queste tribù divennero gli attori principali nel successivo Khaganato turco e in seguito.

### Chumuhun dell'Altai
Un geografo tibetano dell'VIII secolo menzionò i Chumuhun nell'Altai e a sud di esso come gli Ibilkur, e li associò ai Külüg-Külchur. Erano l'unica tribù chuy che a metà dell'VIII secolo preservava la sua indipendenza, malgrado fosse stretta in mezzo tra i Qarluq e i Turgesh. I loro possedimenti erano sul lato ovest della catena Tarbagatai.

### Shato Chuy
Il ramo delle tribù chuy rimaste nel Khaganato turco occidentale come parte dell'unione On-Ok ("Dieci Tribù") occupava il territorio ad est del lago Barkol, chiamato in cinese Shato ("masse di sabbia", cioè deserto). L'unione era formata da tre sottotribù. Gli Shato parteciparono alla repressione di molte rivolte per conto della Cina, e per questo gli imperatori cinesi concessero ai loro capi vari titoli e ricompense. Dopo la sconfitta dei Chuy da parte dei Tibetani nell'808, il ramo degli Shato Chuy chiese protezione alla Cina e si trasferì nella Cina interna. È noto che dopo la repressione della rivolta di Huang-Chao nell'875-883, e aver fondato tre delle cinque dinastie durante il periodo delle Cinque Dinastie e dei Dieci Regni (907-960), il loro numero in Cina scese a 50-100.000, che governavano una popolazione cinese di circa 50 milioni di persone.
Alcuni sostengono che le prime fonti cinesi li identificano come Xueyantuo. Altri asseriscono addirittura che emersero come parte della confederazione Üç-Oğuz dei Turchi Oghuz.

Un'analisi dettagliata del termine Shato (sanscrito Sart) è fornita dal professor Chjan Si-man. La loro vita sociale ed economica fu studiata da W. Eberhard. Nel Tanghuyao il tamga degli Shato è raffigurato come .
I Turchi shatuo furono gradualmente assimilati e mantenuti nella loro base di potere nello Shanxi (regione centrale della Cina moderna). Acquistarono forza durante gli anni 910 fino a quando, finalmente, nel 923, furono in grado di sconfiggere i Liang posteriori con l'aiuto dei Kitai per fondare i Tang posteriori.
I nobili shatuo fondarono la dinastia Tang posteriore della Cina (923-956). Durante il periodo mongolo gli Shatuo caddero sotto il dominio del Khanato Chagatai, e dopo la sua scomparsa rimasero nel territorio residuo di quest'ultimo nello Zhetysu e nel Tien Shan settentrionale.
Gli Shatuo ricevettero il tributo dei Tata dal nord dell'Ordos nel 966, mentre erano vassalli dell'imperatore kitai.
Nella storia successiva, gli Shatuo, insieme ai Kirghisi del Tien Shan, caddero sotto il dominio dei Mongoli Oirati, in seguito noti come Calmucchi. Con l'espansione del Khanato di Kokand, gli Shatuo del Tien Shan e dello Zhetysu facevano parte del suo protettorato.

## Gli Shatuo e la dinastia Tang

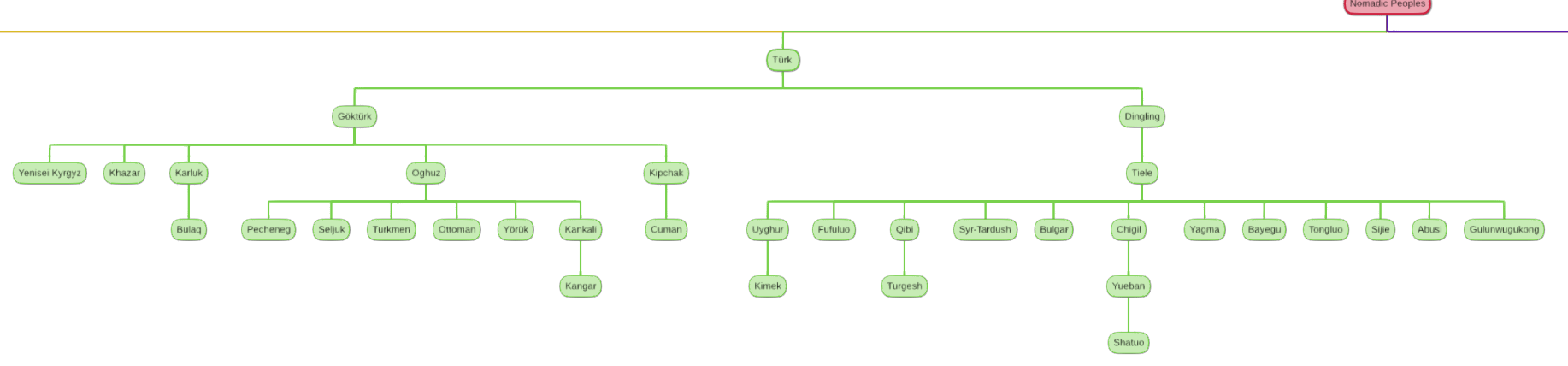
Stirpe dei Turchi shatuo

Per la dinastia Tang, gli Shatuo servivano a uno scopo. Alcuni asseriscono che facessero parte della politica estera della dinastia Tang per controllare e gestire altri popoli di "confine" identificati come una minaccia. I Cinesi Tang si riferivano a tali popoli come "barbari occidentali". Altri sostengono che i Tang applicassero una politica di "divide et impera" contro quei popoli identificati come una minaccia, specificamente i Tibetani e le tribù turche dell'Asia centrale. I Tang continuarono a lungo questa politica, che in altre epoche divenne una specie di tradizione istituzionalizzata.

### Xueyantuo (Seyanto)
I Seyanto erano membri dell'unione Tele che, dopo essere stati assaliti dal Chora-Kagan (cinese Chulo) turco-occidentale nel in 605, si separarono dal Khaganato turco occidentale, fondarono il proprio khaganato sotto la guida di Baga-Kagan Yagmurchy della tribù kibir, mantenendo il controllo e le entrate provenienti dal segmento turfan della Via della Seta. Un capo della tribù seyanto, Yshbara, fu insediato come Kagan Yetir minore (da yeti er "sette tribù"). Nel 610, quando sul trono del Khaganato turco occidentale fu innalzato Yakui-Kagan (cinese Egui, r. 610-617), entrambi i sovrani rinunciarono a loro rango di khagan e si riunirono al Khaganato turco. Ma quando il successivo sovrano turco occidentale Tong-Yabgu-Kagan (r. 617-630) annetté tutte le sette tribù della confederazione Tele capeggiata dai Seyanto, che includeva anche le tribù uigure, bayarku, edizes, tongra, bokut e baisi, il capo seyanto guidò nel 627 le sue tribù nel territorio del Khaganato turco orientale, sconfisse la forza principale del Khaganato guidata dal khagan regnante El-Kagan, Yukuk-Shad (cinese Yuigu-she), e si stabilì nella valle del fiume Tuul nella Mongolia settentrionale. Dopo la vittoria, il capo uiguro Pusa assunse il titolo di kat-elteber (cinese go-selifa) e si separò dalla confederazione, e nel 629 il seyanto Ynan-erkin si proclamò Jenchu Bilge-Kagan di un nuovo Khaganato seyanto.
Il khaganato fu rapidamente riconosciuto dall'Impero Tang, come contrappeso al Khaganato turco orientale suo nemico. "L'innalzamento di Ynan sul trono di khagan fu fatto su pressione della corte Tang interessata a spogliare El-kagan dei diritti al potere supremo nell'enorme regione, e anche come smembramento finale dello stato turco, fonte di molti conflitti sui loro confini settentrionali." I Seyanto fornirono il servizio militare assistendo l'Impero Tang contro i Tatari negli anni 630. I Seyanto costruirono un vasto stato che si estendeva dai monti Altaj al deserto del Gobi. In pochi anni, consapevole del nuovo potente stato al suo confine settentrionale, l'Impero Tang mutò la sua alleanza con gli Uiguri indipendenti, che sconfissero i Seyanto nel 641, quando sotto Jenchu Bilge-Kagan minacciarono di attaccare altre tribù alleate dei Cinesi. Cinque anni dopo l'impero, di breve durata, fu completamente distrutto da un'alleanza Tang-Uiguri. I resti dei Seyanto fuggirono ad ovest in Zungaria e nell'area del Semireč'e.

### Ascesa degli Shatuo
All'inizio dell'VIII secolo, gli Shatuo erano soggetti all'Impero Tang. Essi fornirono un significativo aiuto all'imperatore Suzong dei Tang, insieme agli Uiguri, durante la ribellione di An Shi negli anni 750. Di conseguenza, al loro capo Zhuye Guduozhi fu conferito il titolo di tejin (governatore) e di xiaowei shang-jiangjun (colonnello alto generale).
Alla fine dell'VIII secolo, gli Shatuo erano usciti dall'Impero Tang. Si unirono ad altre tribù turche in Tibet per formare un'alleanza con i Tibetani poiché si sentivano oppressi dagli Uiguri. Benché gli Shatuo combattessero a fianco degli eserciti tibeani per più di un decennio contro i Tang, i Tibetani erano preoccupati della loro lealtà. Quando, nell'808, gli Shatuo decisero di partire, i Tibetani li inseguirono, combattendo battaglie lungo la via. Riuscirono ad arrivare alla prefettura di Lingzhou nel corridoio di Gansu, dove il generale Tang Fan Xichao concesse loro asilo. Una fonte li cita che avrebbero commesso suicidio di massa nell'832 mentre combattevano per un sovrano uiguro, ma questo sembra riferirsi a una tribù imparentata che si era stabilità nell'estremo ovest, nella valle di Fergana. Gli Shatuo che erano sfuggiti all'ira tibetana riuscirono a mantenere una base di potere nella Cina settentrionale intorno all'odierno Shanxi dalla fine del IX secolo fino al X secolo.
A metà del IX secolo, si può dire che gli Shatuo ricompensarono la generosità dei Tang combattendo a fianco a loro contro i Tibetani invasori, giocando un ruolo importante in numerose vittorie. Aiutarono anche a domare la ribellione di Pang Xun e quella di Wang Xianzhi.

### Li Keyong
Allo shatuo Li Keyong fu conferita la carica di cishi per la contea di Dai. Ingaggiò più di diecimila nomadi tatari da riportare a Daizhou, ma gli fu negato l'accesso al passo di Shiling. Nel 882, Su You ed Helian Duo si unirono per preparare un attacco a Li. Tuttavia, egli lanciò un assalto preventivo alla roccaforte di Su presso l'isola di Weizhou. L'imperatore Tang avrebbe presto offerto l'amnistia per avere aiuto contro Huang Chao, che condusse una feroce ribellione contro i Tang. Li Keyong fu nominato principe of Jin nel 895 per la sua lealtä ai Tang.

## Cinque Dinastie
La dinastia Tang cadde nel 907 e fu sostituita dai Liang posteriori. Gli Shato formarono il proprio stato, chiamato Jin, nell'area ora nota come Shanxi. Ebbero relazioni tese con i Liang posteriori, mentre coltivarono buone relazioni con l'emergente potenza kitai a nord.

### Tang posteriori
Il figlio di Li Keyong, Li Cunxu, riuscì a distruggere i Liang posteriori nel 923, proclamandosi l'imperatore dei "Tang restaurati", ufficialmente noti come i Tang posteriori. In linea con le rivendicazioni di voler restaurare i Tang, Li riportò la capitale da Kaifeng a Luoyang, dove era durante la dinastia Tang. I Tang posteriori controllavano un territorio maggiore dei Liang posteriori, inclusa l'area di Pechino, le circostanti Sedici prefetture e la provincia di Shaanxi.
Questa fu la prima delle tre brevi dinastie shatuo.

### Jin posteriori
I Tang posteriori giunsero al termine nel 936 quando Shi Jingtang (postumamente noto come Gaozu dei Jin posteriori), anch'egli uno shatuo, si ribellò con successo contro di loro e fondò la dinastia dei Jin posteriori. Shi riportò la capitale a Kaifeng, allora chiamata Bian. I Jin posteriori controllavano essenzialmente lo stesso territorio dei Tang posteriori eccetto l'area strategica delle Sedici prefetture, che era stata ceduta all'Impero Liao fondato dai Kitai in fase di espansione.
Gli storici successivi avrebbero denigrato i Jin posteriori come un regime fantoccio dei potenti Liao del nord. Quando il successore di Shi sconfisse i Liao, un'invasione kitai ebbe come risultato la fine della dinastia nel 946.

### Han posteriori e Regno degli Han del Nord
La morte dell'imperatore kitai al suo ritorno dall'incursione contro i Jin posteriori lasciò un vuoto di potere che fu riempito da Liu Zhiyuan, un altro shatuo che fondò gli Han posteriori nel 947. La capitale era a Bian (Kaifeng) e lo stato aveva gli stessi territori del suo predecessore. Liu morì dopo un solo anno di regno e fu succeduto da suo figlio adolescente, a sua volta non in grado di regnare per più di due anni, quando questa dinastia dalla vita brevissima fu terminata dagli Zhou posteriori. I resti degli Han posteriori ritornarono nella tradizionale roccaforte dei Turchi shatuo nello Shanxi e fondarono il Regno degli Han del Nord. Sotto la protezione della dinastia Liao kitai, il minuscolo regno sopravvisse fino al 979 quando fu infine incorporato nella dinastia Song.

## Cognomi degli Shatuo
- Li (李)
- Zhu-Ye (朱耶)
- Zhu (朱)
- Sha-Jin (沙金)
- Sha (沙)*
- Liu (刘)*

## Cognomi degli Xueyantuo
- Li (李)
- Liu (刘)
- Xie (偰)
- Xue (薛)
- Zhang (張)